# Nkoaranga
Nkoaranga ist ein Verwaltungsbezirk (Ward) des Distrikts Meru in der tansanischen Region Arusha.

## Geografie
Nkoaranga liegt im Norden von Tansania, rund 15 Kilometer ostnordöstlich von Arusha am Fuß des Mount Meru. Der Bezirk hat eine Fläche von 11,7 Quadratkilometern. Bei der Volkszählung 2022 lebten hier 10.229 Menschen in 2818 Haushalten.

## Gliederung
Der Bezirk besteht aus drei Gemeinden (Mtaa) mit zwölf Orten (Kitongoji):
| Nshupu - Mlondo - Nshupu Asili - Kirima | Nkoaranga - Telembo - Kombo A - Kombo B - Ngorika | Ngyani - Marikanda - Saunyi - Nkoasakiri - Maweni - Teema |

## Wirtschaft und Infrastruktur
- Bildung: Die Nkoaranga Secondary School und die Nshupu Secondary School sind weiterführende Schulen, die Jugendliche bis zur 4. Stufe ausbilden.[6][7]
- Gesundheit: Im Bezirk liegt ein privates Distriktkrankenhaus.[8] Dieses wurde 1930 als kleine Apotheke von deutschen Christen gegründet, wurde dann ein Gesundheitszentrum unter der Leitung der evangelischen Kirche Tansania und 1950 ein Krankenhaus.[9] Im Jahr 2022 förderte die Rummelsberger Diakonie eine neue Geburtshilfestation.[10] Die öffentliche Apotheke in Ngyani führt auch kleine chirurgische Eingriffe durch.[11]
- Landwirtschaft: Die „Chagga-Hausgärten“ sind ein Agroforstwirtschaftssystem des nördlichen Hochlandes von Tansania, bei dem der Raum räumlich und zeitlich genutzt wird. Dieses in Swahili „Kihamba“ genannte System hat eine mehrschichtige Vegetationsstruktur. Die oberste Schicht besteht aus einzelnen Bäumen, die Schatten, Futter für die Haustiere, Früchte, Brenn- und Nutzholz spenden. Unter diesen Bäumen werden meist verschiedene Bananensorten angebaut, darunter wachsen Kaffeesträucher und zuunterst verschiedene Arten von Gemüse.[12]

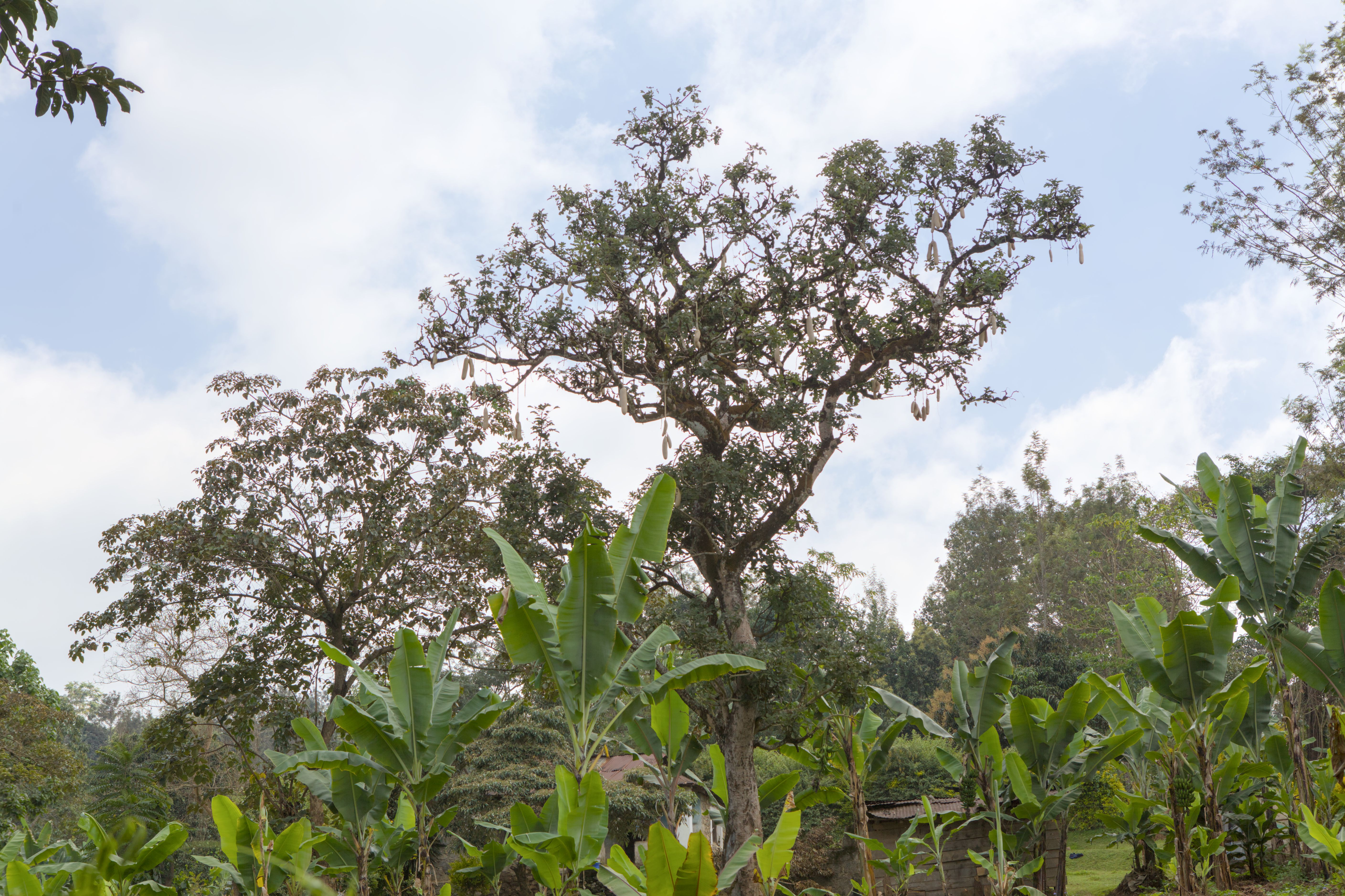
Leberwurstbaum, darunter Bananenstauden
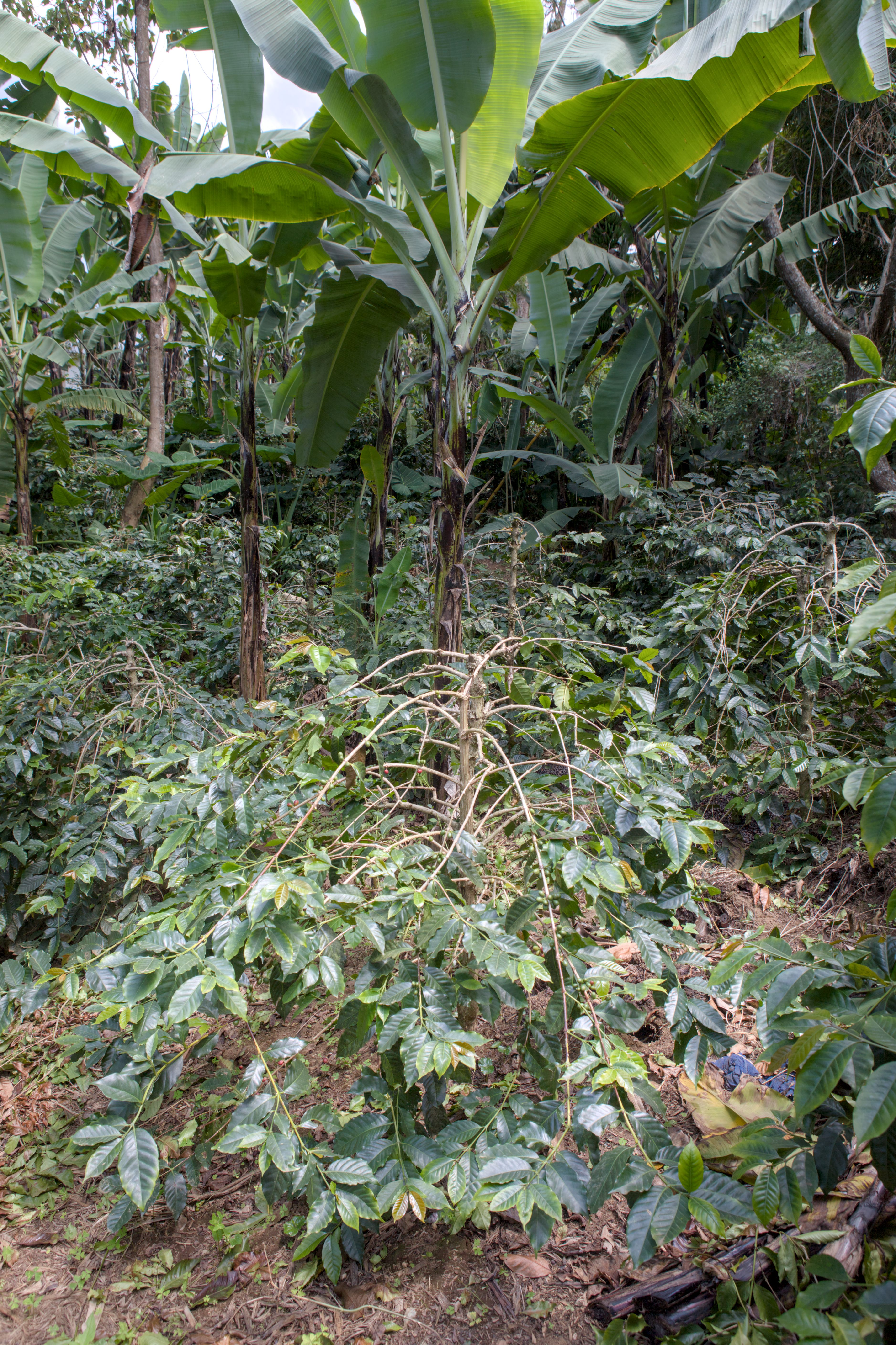
Kaffeestrauch unter Bananenstauden
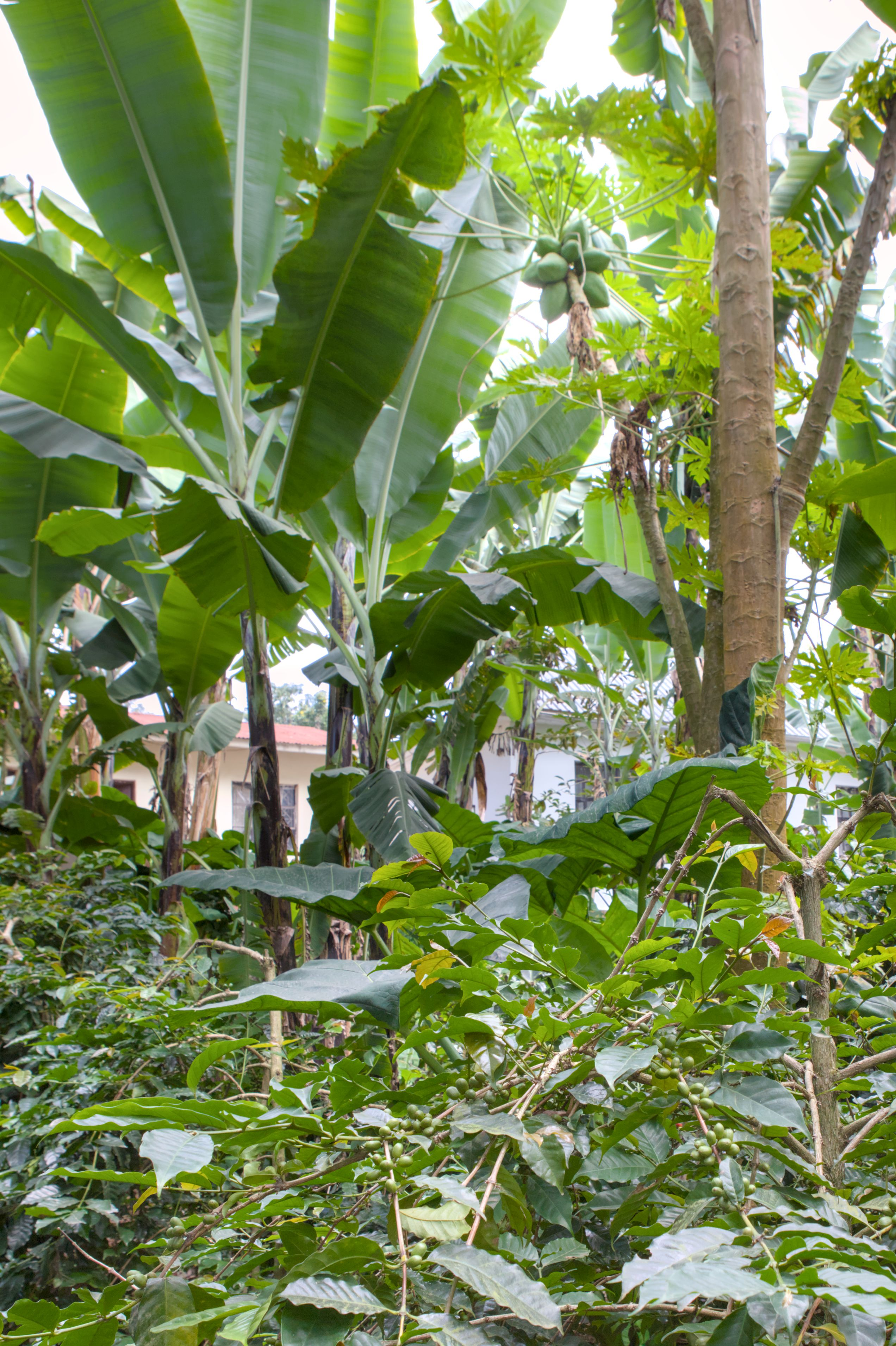
Kaffeestrauch unter Papaya-Bäumen
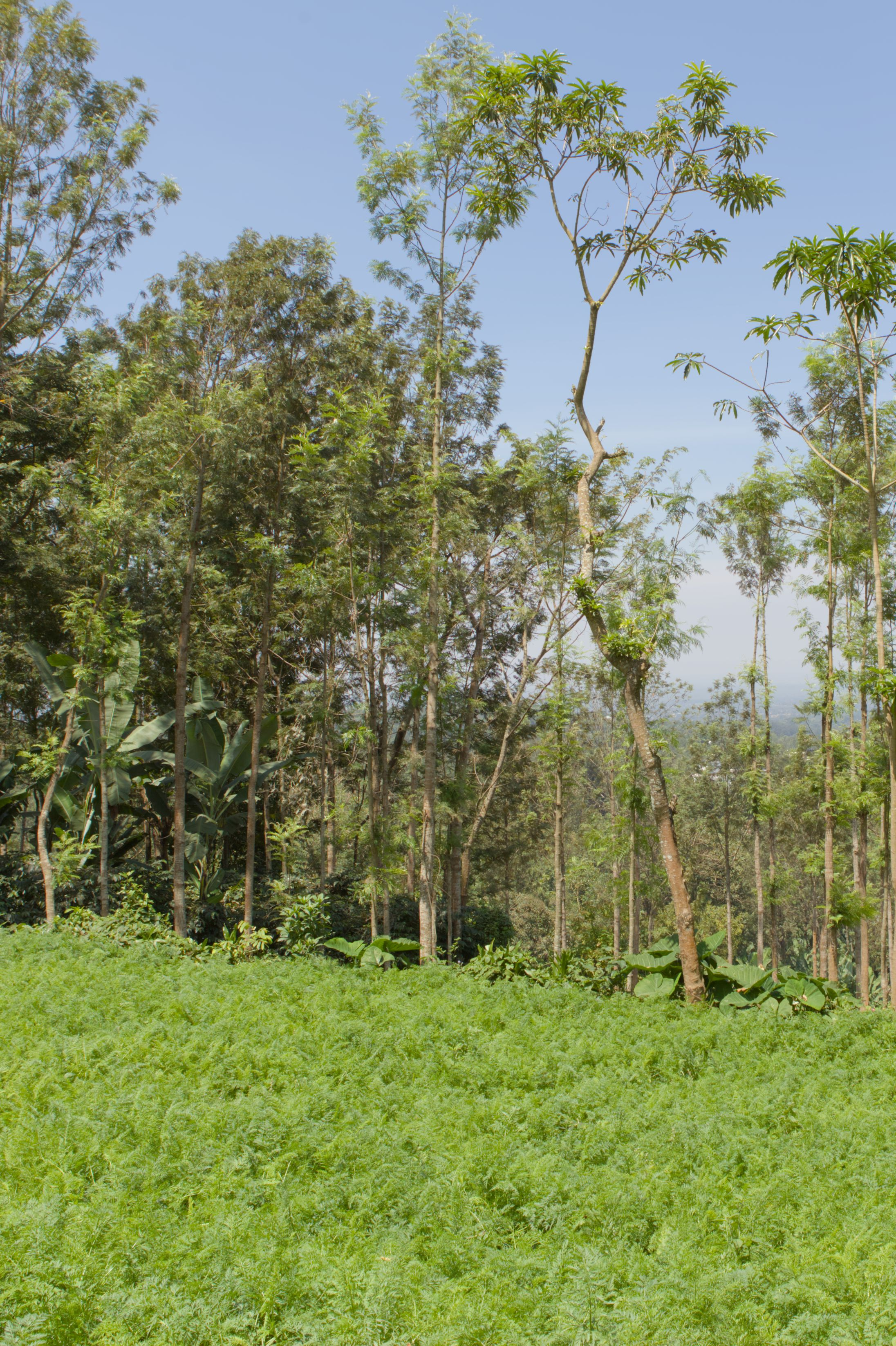
Karotten

## Persönlichkeiten
- Peter K. Palangyo (1939–1993), Schriftsteller,  geboren in Nkoaranga